# Casa Dolors Calm
La casa Dolors Calm, se encuentra situada en el número 54 de la rambla de Cataluña en Barcelona.
El encargo de la reforma del edificio ya existente del año 1878 se hizo al arquitecto José Vilaseca y Casanovas (1848-1910), para la construcción de una nueva fachada y la ornamentación interior. El proyecto tiene fecha del año 1903.
Lo más importante de esta fachada es la gran tribuna corrida abarcando las cinco plantas principales, en la que se puede ver un trabajo de ebanistería diferente en cada piso y con vitrales policromados. Por toda la fachada hay un esgrafiado floral de dibujo modernista resaltado por su color granate que por debajo de la tribuna se dibuja alargando los tallos de las flores.
En una reconstrucción posterior para añadir más plantas de pisos se mutiló la cornisa superior del edificio que constaba de elementos escultóricos.